# Médecine légale
La médecine légale est une spécialité de la médecine qui consiste à constater et évaluer des lésions de victimes, vivantes et décédées, et aider la justice.
Elle recouvre deux grands champs d’activité :
- la médecine légale du vivant : examen des victimes afin de déterminer une incapacité de travail (partielle ou totale), constatations de lésions et de traumatismes après des violences (évaluation de leur retentissement et d'éventuels préjudices dans des demandes d'indemnité), examen des personnes gardées à vue, demande d’estimation de l’âge biologique etc. En France, en 2021, cette branche représentait 93 % de l’activité des médecins légistes ;
- la médecine légale de thanatologie, dans les instituts médico-légaux (IML): réalisation d'autopsies[3] lors de mort suspecte, criminelle ou après accident de la voie publique, de corps non identifiés, ou à la demande des familles. Exemple : l'Institut médico-légal de Paris.

Le but est de déterminer si l’intervention d’un tiers a eu lieu dans le cadre d’un décès. Ainsi, tous les homicides, suicides, décès sur la voie publique, décès en détention, décès de sujet jeune, décès de certaines personnalités et, enfin, les décès sur le lieu de travail sont susceptibles d’être soumis à une autopsie, selon la recommandation n° R (99)3 du Conseil de l'Europe.
L'enquête sur la mort doit répondre aux questions suivantes :
- Qui ? (identité du défunt)
- Quand ? (date du décès)
- Où ? (lieu du décès)
- Comment ? (cause médicale de décès)
- Par quels moyens ? (causes naturelles, accident, homicide, suicide ou indéterminé)[5].

Les médecins-légistes sont également amenés à participer à des reconstitutions ou à apporter leur expertise devant une juridiction.

## Histoire
Selon le médecin légiste Gabriel Tourdes (1810 - 1900), l'histoire de la médecine légale se divise en cinq périodes :
1. La période ancienne, associée à la législation des Hébreux et des faits isolés extraits de l'histoire des peuples de l'Antiquité.
2. La période romaine, divisée en deux, avant et après la réforme de Justinien
3. La période du Moyen Âge, avec l'influence chrétienne à laquelle s'ajoute les lois et coutumes des nations germaniques.
4. La période du droit canon fondant réellement la médecine légale, dont la Renaissance est le point culminant.
5. La période scientifique, avec l'apport de nouveaux outils et le développement des États-nations.

### Les débuts
Hors d'Europe, le traité de Song Ci (1186–1249), Xi Yuan Ji Lu (Cas collectés d'injustices réparées) (en), est considéré comme un ouvrage pionnier de la médecine légale. Écrit sous la dynastie Song, le traité rapporte ainsi le cas d'un meurtre où l'officiel chargé de l'enquête détermina que l'arme du crime était une faucille en comparant les blessures à celles provoquées par différentes lames sur une vache. Chaque villageois fut ensuite sommé d'apporter sa faucille : une série de mouches vint se poser sur l'une d'elles, poussant son propriétaire à avouer le meurtre.
En 1532, Charles Quint fait voter la Constitution criminelle (Lex Carolina), premier document organisant la médecine judiciaire, statuant notamment que les peines doivent être proportionnelles aux lésions physiques des crimes et délits. En 1536, François Ier rédige pour le duché de Bretagne une ordonnance organisant une ébauche de médecine légale.
André Vésale (1514-1564), médecin et chirurgien de l’empereur Charles Quint, puis de Philippe II d'Espagne, suit les déplacements de la cour, soigne les blessures de guerre ou de tournoi, réalise des interventions chirurgicales et des autopsies, et écrit des lettres personnelles, les Consilia, pour répondre à des questions d'ordre médical. En 1537, il procède à la première dissection publique d'un cadavre, expliquant la composition des organes et la technique utilisée, et critiquant les textes anciens. Le Sénat de Venise, impressionné, lui octroie immédiatement la chaire d'anatomie et de chirurgie à l'Université de Padoue. À partir de ses propres dissections, il publie à Bâle en 1543, sous la direction de son ami Johannes Oporinus, un impressionnant traité d'anatomie, De humani corporis fabrica (7 volumes), et une iconographie dont il confie l'illustration des planches à Titien et son élève Jan van Calcar, contribuant largement à la renommée de l'ouvrage. C'est le plus grand traité d'anatomie depuis Galien,.
En Italie, Paul Zacchias (1584-1659) écrit entre 1621 et 1635 un traité : les Quaestiones medico-legales, et est considéré comme le fondateur de la médecine légale moderne.
En 1742, Jean Jacques Bruhier (1685-1756) et Jacques-Bénigne Winslow se préoccupent des signes de la mort et de l'enterrement vivant,, . Ils auraient relevé 189 cas d'enterrement vivant par erreur. En 1793, l'Allemagne et l'Italie répandent l'usage des morgues.
En 1811, Jean-Jacques Belloc (1730-1807), chirurgien du Roy, publie un "cours de médecine légale judiciaire théorique et pratique" et est considéré comme un des créateurs de la médecine légale en France.
En 1813, François-Emmanuel Foderé donne un Traité de médecine légale et d'hygiène publique,.
En Europe, un pionnier de la médecine légale, Mathieu Orfila, publie notamment un Traité des exhumations juridiques en 1830 et un Traité de médecine légale en 1847.
Cesare Lombroso (1835-1909), est un professeur italien de médecine légale et l'un des fondateurs de l'École italienne de criminologie. Il est célèbre pour ses thèses controversées sur le « criminel né » : à partir d'études craniologiques et phrénologiques, il tentait de repérer les criminels. En 1876, il reçoit la chaire de médecine légale à l'Université de Turin.
En France, la médecine légale, au sens actuel du terme, est née à la fin du XIXe siècle avec des médecins légistes comme Léon Thoinot, Victor Balthazar, Paul Brouardel, Alexandre Lacassagne ou Auguste Ambroise Tardieu. La médecine légale entre en 1877 à l'université avec l'élection de Tardieu au poste de chargé de conférences de médecine légale pratique à la Faculté de médecine de Paris.

### Émergence de nouveaux outils
Au XIXe siècle, apparaissent la psychiatrie judiciaire, qui doit déterminer la santé mentale de l'accusé et sa responsabilité, et la toxicologie, utile pour démontrer l'empoisonnement et l'usage de drogues.
À la fin du XIXe siècle, les travaux d'Alphonse Bertillon sur la dactyloscopie - l'identification des empreintes digitales - et la biométrie (mesure du vivant), approuvés par le préfet de police Ernest Camescasse, font faire un bond à la médecine légale et à la police scientifique.
À cette époque naît également le roman policier, avec des enquêtes sur les preuves, comme L'Affaire Lerouge (1865) ou celles de Sherlock Holmes, créé en 1887.
En 1906, les experts de médecine légale sont mis en question : Jeanne Weber est accusée de huit meurtres (dont ses trois enfants). Le médecin légiste du parquet de la Seine, le Dr Jules Socquet, et le professeur de médecine légale de la faculté de Paris Léon Thoinot, qui se penchent sur l’assassinat par étouffement, concluent à des morts naturelles. Jeanne Weber est acquittée et présentée par la presse comme une victime. Après deux nouveaux meurtres d'enfant, Weber est déclarée folle en 1908 et expédiée à l'asile où elle meurt le 5 juillet 1918.
En 1910, le médecin Edmond Locard travaille notamment avec Lacassagne et Rodolphe Archibald Reiss, et fonde à Lyon le premier laboratoire de police scientifique. Une plaque sur le palais de justice en témoigne.
En 1918 à New York, le premier médecin légiste de formation scientifique, Charles Norris, et le toxicologue Alexander Gettler, jettent les bases de la toxicologie médico-légale moderne dans le premier laboratoire scientifique judiciaire.
L'autopsie intervient souvent dans un contexte tendu comme lors de la mort soudaine de Jean Galmot en 1928.
En 1931, l'Américaine Frances Glessner Lee crée un nouveau Département de médecine légale à la Harvard Medical School. Elle crée également une série de dioramas, les Nutshell Studies of Unexplained Death, représentant des scènes de crimes non résolus.
Pendant des années, notamment lors les procès d' Henriette Caillaux (1914), de Landru (1921), de Violette Nozière (1933), de Marcel Petiot (1946), de Jacques Fesch (1957), la médecine légale à Paris est incarnée par le Dr Charles Paul.
En 1949, Marie Besnard est accusée du meurtre par empoisonnement de douze personnes. Les procès durent plus de dix ans. Les avis de René Piedelièvre, médecin légiste, professeur à la Faculté de médecine de Paris, et des experts en toxicologie sont au centre des débats. Marie Besnard est acquittée au bénéfice du doute, par 7 voix contre 5 en 1961.
Par la suite, d'autres disciplines scientifiques voient le jour et viennent compléter les connaissances et possibilités de la médecine légale :
- La biochimie post-mortem ;
- L'étude du thanatomicrobiome ;
- L'étude du thanatotranscriptome (l'étude de ARN qui continue à être produit par transcription à partir des gènes de l'ADN du génome encore active (ou réveillée) dans les organes internes d'un cadavre durant les 24 à 48 h qui suivent l'heure de la mort[25],[26] ;
- La photographie ultraviolette.

En 2016, la Société Royale de Médecine Légale de Belgique s'inquiète que 70 homicides par an sont déclarés morts naturelles, faute d'être détectés. Wim Van de Voorde, médecin légiste et chef du service médico-légal de l'hôpital universitaire UZ Leuven à Louvain confirme : trop souvent des médecins sans aucune connaissance en matière médico-légale sont amenés à évaluer la cause de la mort, avec parfois des erreurs dramatiques pour conséquence. Il faudrait généraliser l'autopsie.
En Allemagne, 8% des morts sont examinés par un médecin légiste, contre 4% en France, et seulement 1% en Belgique, où le risque de meurtres non détectés est donc bien plus grand qu’ailleurs. (Débat en 2018 avec deux médecins spécialisés, le président du tribunal de Bruxelles, etc.). En 2022, faute de budget adéquat, la Belgique passe à côté de 75 "crimes parfaits" par an.
En 2017, l'Hôpital universitaire de la Charité de Berlin (Institut für Rechtsmedizin der Charité) reçoit du ministère public ou d'un juge 1000 corps par an dont la cause de la mort est recherchée. Pour la moitié, une cause naturelle est découverte. Dans l'autre moitié : les accidents, les suicides, et les homicides dans environ 15% des cas.
En mars 2022, le Conseil des États de Suisse prend en compte une étude menée par le directeur de l’Institut de médecine légale de l’Université de Berne, qui estime que la moitié des morts déclarées naturelles seraient en fait des homicides. Il mène des recherches sur les homicides non détectés, et estime que plus de la moitié de tous les crimes commis dans ce domaine passent inaperçus. Des chercheurs allemands ont enquêté sur des décès initialement classés comme naturels ; ils sont arrivés à la conclusion que seule la moitié des suicides, accidents ou meurtres sont en fait reconnus. Actuellement, la Suisse recense en moyenne 50 meurtres par année. Mais ce nombre de cas pourrait être deux fois plus élevé,.

### Spécialisation
Longtemps considérée comme une sur-spécialisation médicale et donc enseignée lors d'études complémentaires (Diplôme d'Etudes Spécialisées Complémentaires DESC, et Capacité), la médecine légale devient à partir de l'année universitaire 2017-2018 une spécialité médicale à part entière sous forme du DES (Diplôme d’Études Spécialisées) de médecine légale et expertises médicales (d'une durée de 4 ans).

## La médecine légale en France en 2021
Il y a 161 praticiens de la spécialité « médecine légale et expertise médicale ».
260 000 actes réalisés en 2021 (MedLé), dont :
- 82 717 examens sur des personnes gardées à vue
- 142 123 examens somatiques de victimes (vivantes)
- 10 429 autopsies (MedLé).